# Parham Park

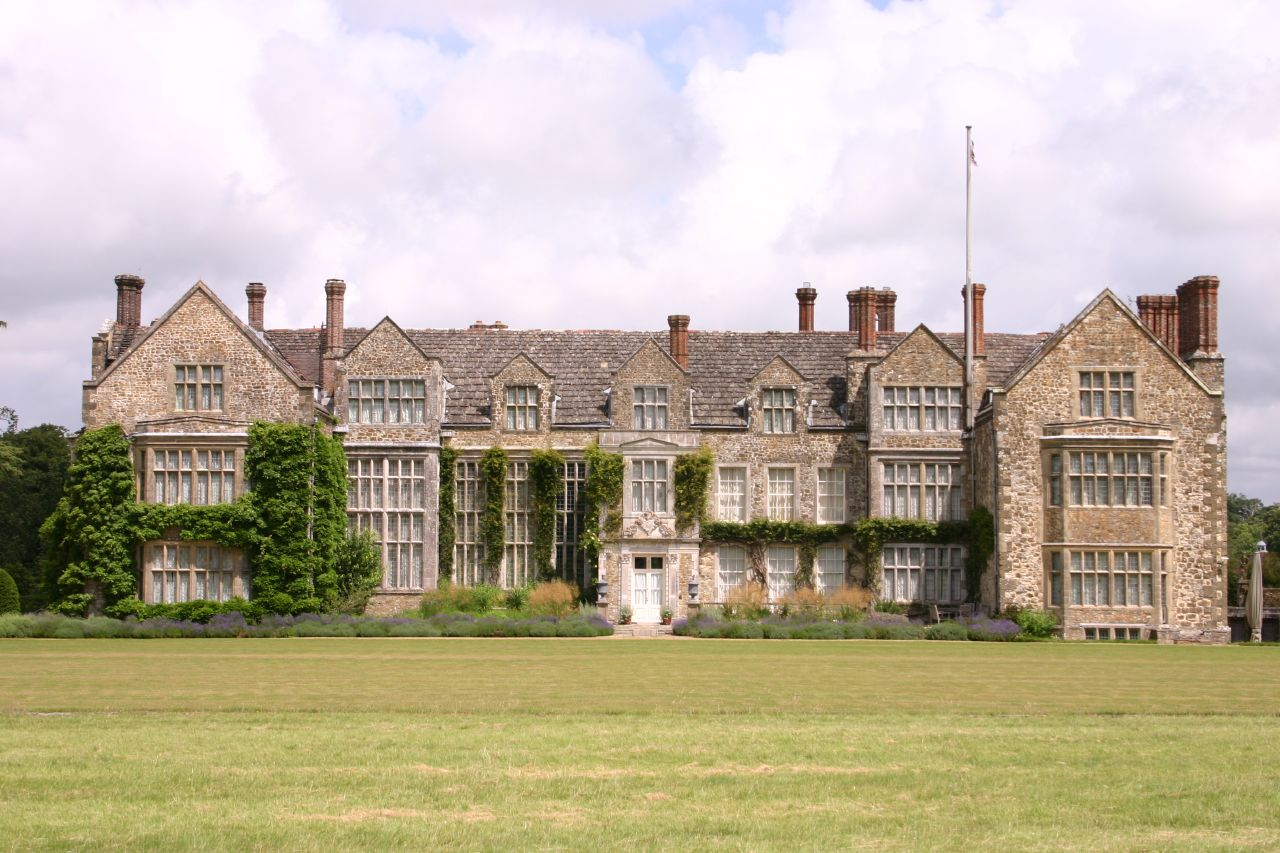
Parham Park - Hauptfront des Herrenhauses

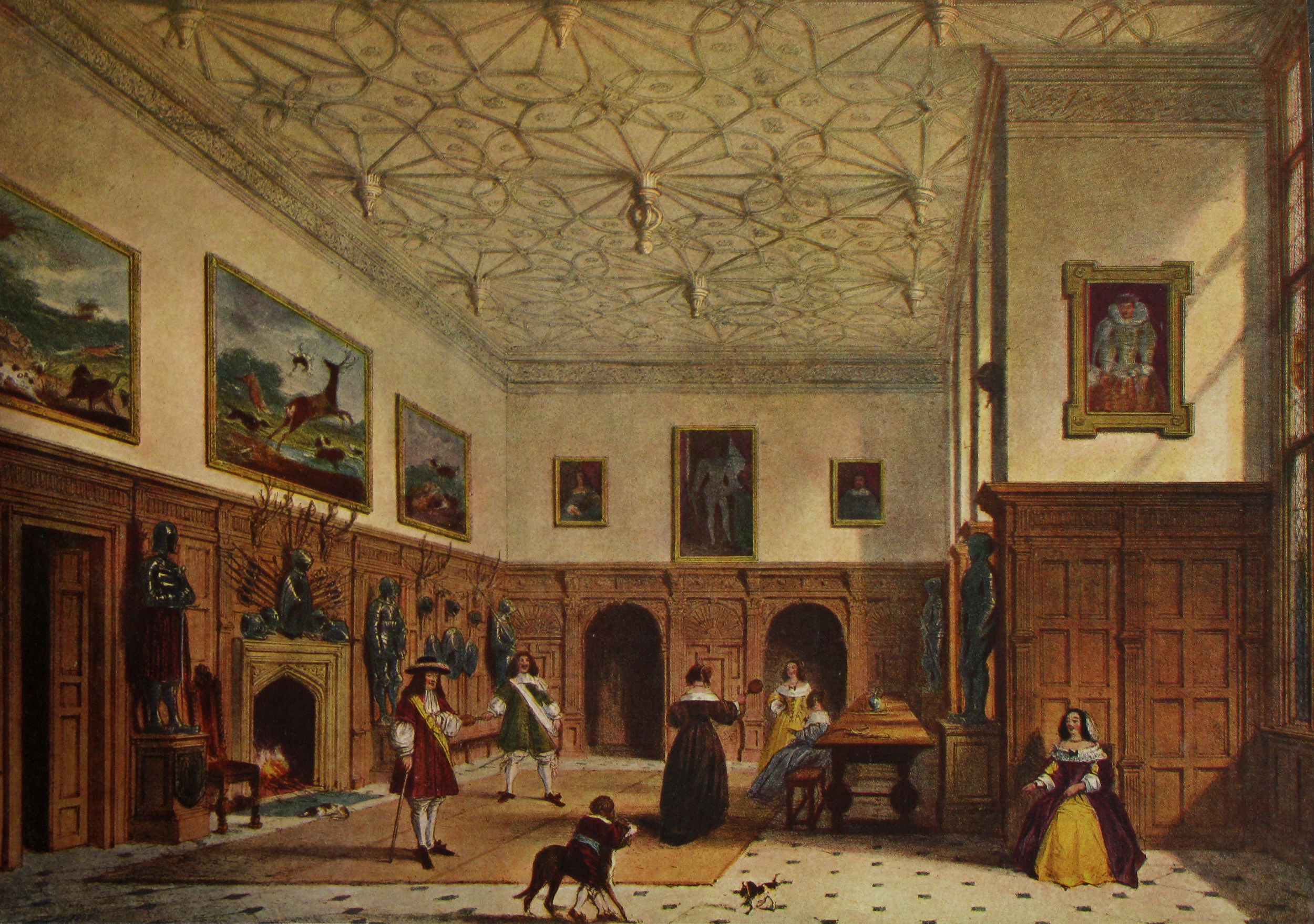
Parham Park - Große Halle; Joseph Nash, 1840

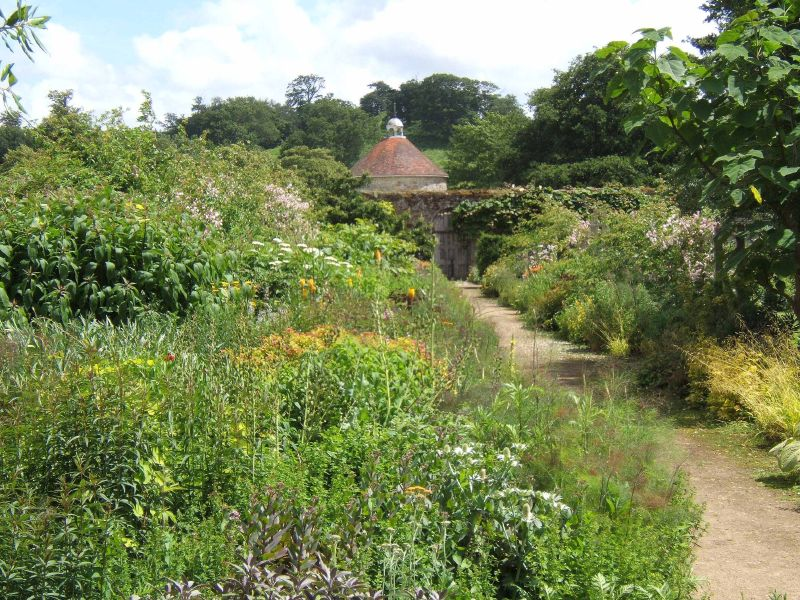
Parham Park - Gartenanlage

Parham Park, auch Parham House, ist ein Herrenhaus aus elisabethanischer Zeit in Cootham, zwischen Storrington und Pulborough, West Sussex/England.

## Historie
Das einfache Gebäude aus grauem Stein wurde ab 1577 für Sir Thomas Palmer errichtet. Palmer, der den Freibeuter Sir Francis Drake bei seinen Eskapaden gegen die Spanier begleitete, verkaufte das Haus schon 1610 wieder. Käufer war die Bysshopp Familie, deren weit verzweigten verwandtschaftlichen Linien das Haus elf Generationen lang in Besitz haben sollten. 1922 wurde Parham Park von Clive Pearson erworben, der das Herrenhaus seiner Tochter vererbte. Nach ihrem Tod im Jahr 1993 ging es auf deren Großnichte, Lady Emma Barnard, über, die mit ihrer Familie seit 1994 auf dem Besitz lebt. „Parham House and Gardens“ gehört heute einem „Charitable Trust“.

## Interieur
Sämtliche Besitzer haben sich um die Erhaltung und Erweiterung von Parham Park bemüht und dabei erkennbar Augenmaß bewahrt. Um 1800 wurde der Haupteingang auf die Nordseite verlegt und dafür eine große Eingangshalle gebaut.
Die prächtige Große Halle hat mehrere hohe Fenster sowie einen originalen steinernen Kamin. Die schön dekorierte Decke wurde zwar im 19. Jahrhundert erneuert, verleiht aber dem Raum trotzdem noch das Flair des 16. Jahrhunderts. Die lange Galerie hat noch ihren originalen Boden und ihre ursprüngliche geschnitzte eichene Verkleidung. Der Große Salon und andere Räume wurden äußerst sorgfältig restauriert; so wurde beispielsweise der 1935 erneuerte Verputz wie in alten Zeiten von Hand modelliert.
Das Interieur blieb bei allem unverändert, und das heutige Erscheinungsbild wird von geschnitzten Wandpaneelen und Mobiliar aus den Zeiten der Tudors und Jakobs I. bestimmt. Außerdem gehören dazu verschiedene Gemälde und historische Porträts, darunter ein berühmtes Bildnis von Königin Elisabeth, das möglicherweise von Federico Zuccari ist.

## Gartenanlage
Von der ursprünglichen Gartenanlage sind nur noch wenige Elemente erhalten geblieben. Dazu gehören ein im 18. Jahrhundert angelegter See sowie das Areal des früheren ummauerten Küchengartens. Alles andere entstand im 20. Jahrhundert, nachdem Clive Pearson das Anwesen erworben hatte. Das Herzstück ist der Mauergarten mit Rabatten, Stauden und hübschem Taubenhaus: auf der Südseite befinden sich am Anfang des Mittelweges zwei schmiedeeiserne Tore, und an der Nordseite lehnt sich ein Sommerhaus mit dekorativem Giebel an die Mauer. In der südlichen Verlängerung der Anlage schließen einige kleinere Gartenräume, u. a. mit Kräutergarten und Rosengarten, an. Einen anderen Teil des ummauerten Gartens füllen große, von Buchs gesäumte Beete aus.

## Wildpark
Der zu Parham Park gehörende Grundbesitz hat eine Größe von 354 Hektar und schließt einen historischen Wildpark ein. Das heute dort lebende Damwild geht auf eine Herde zurück, die 1628 erstmals beschrieben wurde. Das Gebiet des Wildparks ist wegen seiner epiphytischen Flechtenflora, weil es Lebensraum zweier seltener Käferarten ist, und wegen seines großen Reiherstandes als Site of Special Scientific Interest (SSSI) ausgewiesen.